# Осмийдигерманий
О̀смийдигерма́ний — бинарное неорганическое соединение, интерметаллид
осмия и германия
с формулой Ge2Os,
кристаллы.

## Получение
- Сплавление стехиометрических количеств чистых веществ:

{\displaystyle {\mathsf {Os+2Ge\ {\xrightarrow {T}}\ Ge_{2}Os}}}

## Физические свойства
Осмийдигерманий образует кристаллы моноклинной сингонии, пространственная группа C 2/m, параметры ячейки a = 0,8995 нм, b = 0,3094 нм, c = 0,7685 нм, β = 119,16°, Z = 4.
Проявляет полупроводниковые свойства.